# Abidin Dino

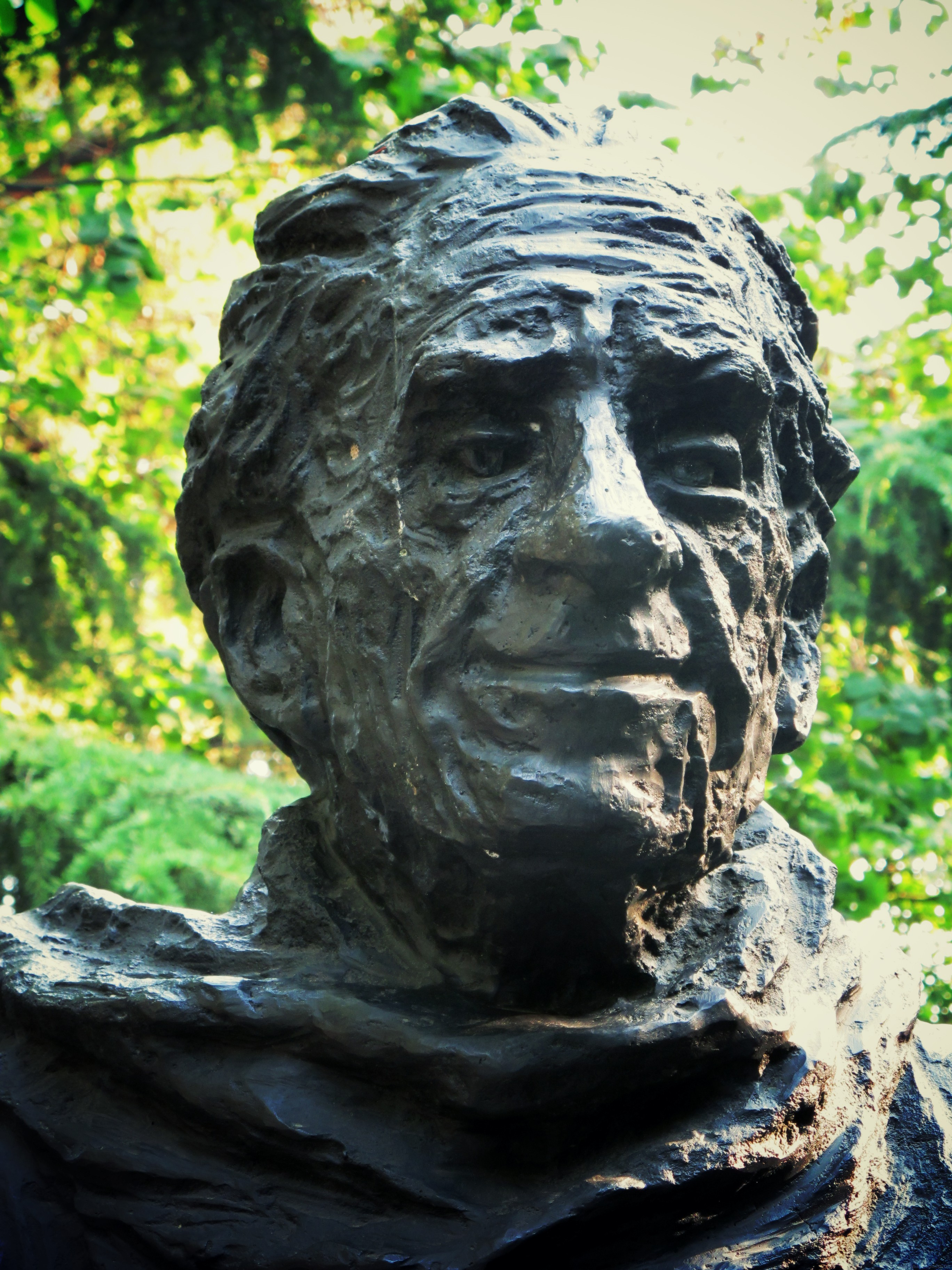
Statue von Abidin Dino

Signatur

Abidin Dino, häufig nur Abidine, (* 23. März 1913 in Istanbul; † 7. Dezember 1993 in Paris) war ein türkischer Künstler und Filmemacher.

## Leben
Dino wurde 1913 als fünftes und letztes Kind in eine bildungsbürgerliche Familie geboren. Schon früh fing er an zu zeichnen und zu malen. Als Kind lebte er mit seiner Familie in Genf und Frankreich, bevor die Familie 1925 nach Istanbul zurückkehrte. Dino besuchte das Robert College, verließ die Schule aber ohne Abschluss, um sich ganz dem Malen, Zeichnen und Schreiben zu widmen. Seine Artikel und Cartoons erschienen bald in Tageszeitungen und Magazinen. 1933 gründete er mit fünf anderen Malern die „Gruppe D“, die westliche Kunst mit orientalisch-volkstümlicher und türkischer Kalligrafie vermengten. Außerdem illustrierte er Nâzım Hikmets Gedichtbände.
1933 lud der sowjetische Filmregisseur Sergei Iossifowitsch Jutkewitsch Dino in die Lenfil-Filmstudios nach St. Petersburg ein. Die beiden hatten sich bei Dreharbeiten Jutkewitschs in Ankara kennengelernt. In Leningrad arbeitete Dino bei mehreren Filmstudios als Bühnenbildner und Regieassistent und führte Regie bei dem Film Bergleute in Moskau, Kiew und Odessa. Kurz nach seiner Rückkehr in die Türkei reiste er nach Paris, wo er zwischen 1937 und 1939 arbeitete. Hier lernte er Künstler wie Gertrude Stein, Tristan Tzara und Picasso kennen.
Nach seiner Rückkehr nach Istanbul nach Ausbruch des Zweiten Weltkrieges nahm er an der berühmten „Hafen-Ausstellung“ teil. Dino hatte die „Port Grubu“ gegründet, die das Leben der Hafenarbeiter und Fischer bei der Arbeit porträtierte. Die Ausstellung erregte viel öffentliche Aufmerksamkeit. Dino wurde damit beauftragt, den türkischen Pavillon für die Weltausstellung 1939 in New York auszustatten. Außerdem publizierte er vermehrt Artikel und Zeichnungen in Magazinen und versuchte sich gemeinsam mit seinem Bruder, dem Dichter Aruf dino an einem neuen Ansatz des Realismus.
Während des Zweiten Weltkriegs zeichnete er viel zu dem Konflikt, doch seine Arbeiten mit politischen Motiven erregten Unmut und so wurde Dino nach Ausrufung des Kriegsrechts im Jahr 1941 mit seinem Bruder nach Mecitözü verbannt und später nach Adana. 1943 heiratete er Güzin Dilek.
Die Jahre des Exils bis 1945 waren künstlerisch sehr fruchtbar für Dino. Während seine Frau Güzin Dino an einer weiterführenden Schule in Adana Französisch lehrte, arbeitete er für die lokale Tageszeitung Türk Sözü und schrieb Artikel. Er zeichnete in dieser Zeit das harte Leben der türkischen Bauern auf dem Land. Außerdem schrieb er auch die Theaterstücke Kahl und Der Erbe" und begann mit der Bildhauerei. 1945 musste er den Wehrdienst in Kayseri antreten, wurde jedoch bald aus gesundheitlichen Gründen entlassen. 1946 durfte er sich in Ankara niederlassen, wo seine Frau inzwischen mit einer außerordentlichen Professur an der Universität arbeitete. 1951 durfte er die Türkei verlassen. Er ging erst neun Monate nach Rom und ließ sich dann 1952 in Paris nieder. Inzwischen arbeitete er auch mit Keramik. Picasso lud ihn daraufhin nach Vallauris in die Töpferei Madoura ein, wo er einige Monate intensiv arbeitete.

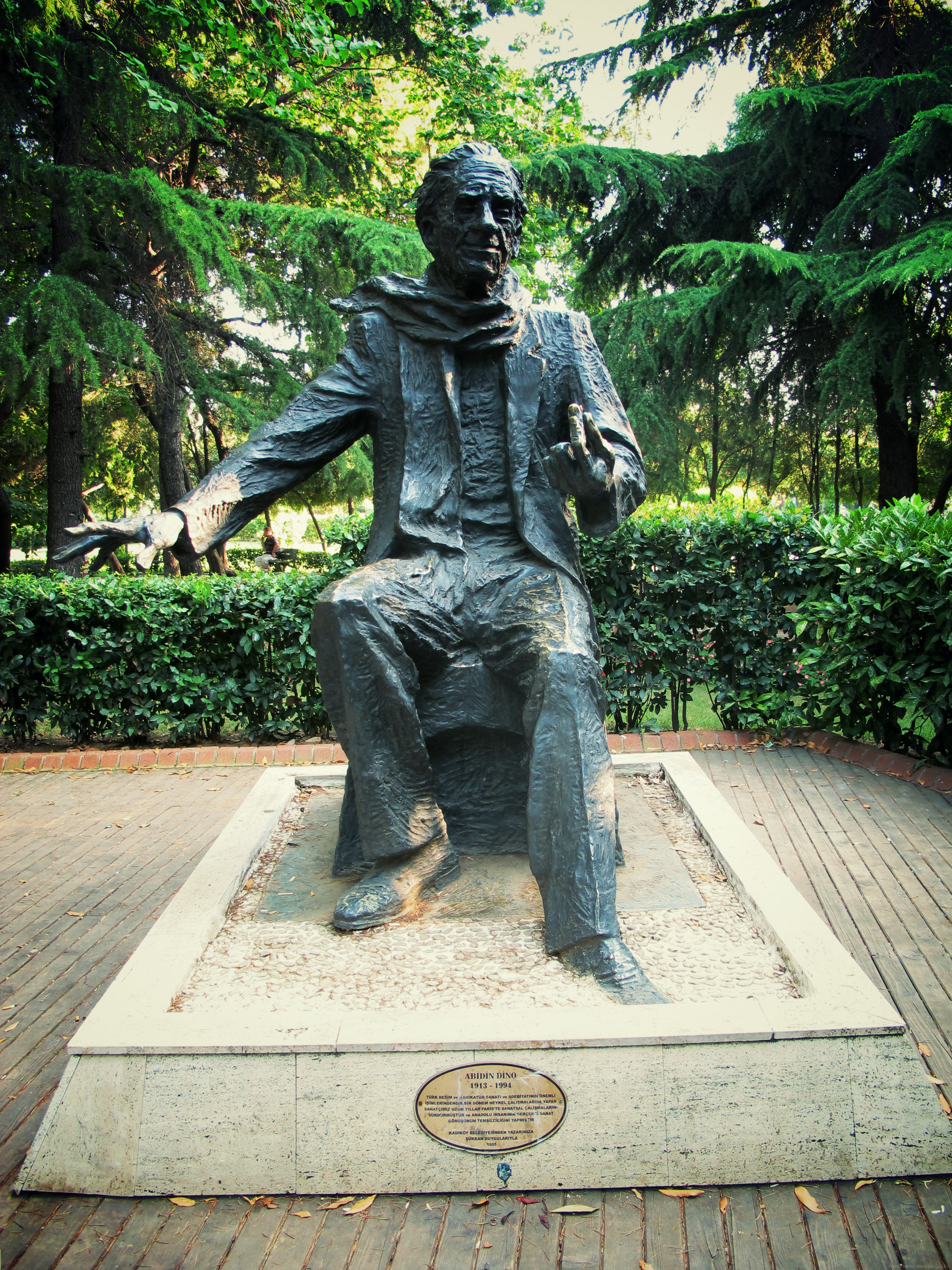
Denkmal für Abidin Dino im Özgürlük Parkı in Kadıköy, İstanbul

Schnell wurde das Zuhause der Dinos in Paris zum Treffpunkt von Künstlern und Schriftstellern. Das Paar war in ein Atelier über Max Ernsts Wohnung am Saint-Michel gezogen und wohnte später in einer kleinen Wohnung in der Pariser Rue de L’Eure.
Sowohl französische Freunde wie auch die Landsleute Nâzım Hikmet, Yaşar Kemal, Ahmet Hamdi Tanpinar und Melih Cevdet trafen sich häufig bei den Dinos. Diese halfen aber auch jungen Künstlern und Studenten in Paris und machten sie mit anderen Künstlern bekannt. Ab 1954 nahm Abidin Dino acht Jahre lang am „Salon de Mai“ in Paris teil. Güzin Dino produzierte Beiträge für Radio France, lehrte Türkisch am Fachbereich für orientalische Sprachen der Sorbonne und übersetzte türkische Literatur ins Französische.
Obwohl Abidin Dino im Ausland lebte, hielt er zu seinen Freunden und Kollegen in der Türkei engen Kontakt und nahm regen Anteil an den Entwicklungen der Türkei. Erst 1969 kehrte er in die Türkei zurück und eröffnete eine Ausstellung mit seinen Werken. Von nun an reiste er wieder häufiger in sein Heimatland und nahm an Eröffnungen von Einzel- und Gruppenausstellungen teil. Nach 1957 wendete sich Dino verstärkt der lyrischen Abstraktion zu.
Im Jahr 1979 wählte man ihn zum Ehrenpräsidenten der französischen Künstlergewerkschaft UNAP. Sein Film Goal! World Cup 1966 gewann  den Flaherty-Preis. Der Dokumentarfilm beschäftigt sich mit dem Finale der Fußball-Weltmeisterschaft 1966 und beschränkte sich nicht nur auf das Spiel, sondern auch auf Menschen in London und ganz England.
Dino starb 1993 im Krankenhaus Villejuif in Paris. Er wurde auf dem Friedhof Aşiyan in Istanbul bestattet.

## Ausstellungen (Auswahl)
- 1952: Biennale di Venezia
- 1958: Musée Picasso, Antibes
- 1964: Musée d’art moderne de la Ville de Paris
- 1982: Musée d’art moderne de la Ville de Paris
- 1987: Istanbul Biennale
- 1995: Devlet Resim ve Heykel Müzesi, Ankara
- 2007: Die Welt des Abidin Dino, Sakıp Sabancı Museum[4]

## Veröffentlichungen
- mit  Güzin Dino: Sensiz Her Şey Renksiz. Can Yayınları, 2007
- Kısa Hayat Öyküm. Can Yayınları
- Pera Palas. Sel Yayıncılık 2013
- Kültür Sanat Ve Politika Üstüne Yazılar. Adam Yayınları, 2013